# كيلي بيلي (ممثلة)
كيلي بيلي (بالبرتغالية: Kelly Bailey‏) هي ممثلة برتغالية، ولدت في 19 فبراير 1998 في البرتغال.

## وصلات خارجية
- كيلي بيلي على موقع IMDb (الإنجليزية)
- كيلي بيلي على موقع قاعدة بيانات الفيلم (الإنجليزية)